# Projeto de Filippo Juvarra para o Palácio Real de Lisboa

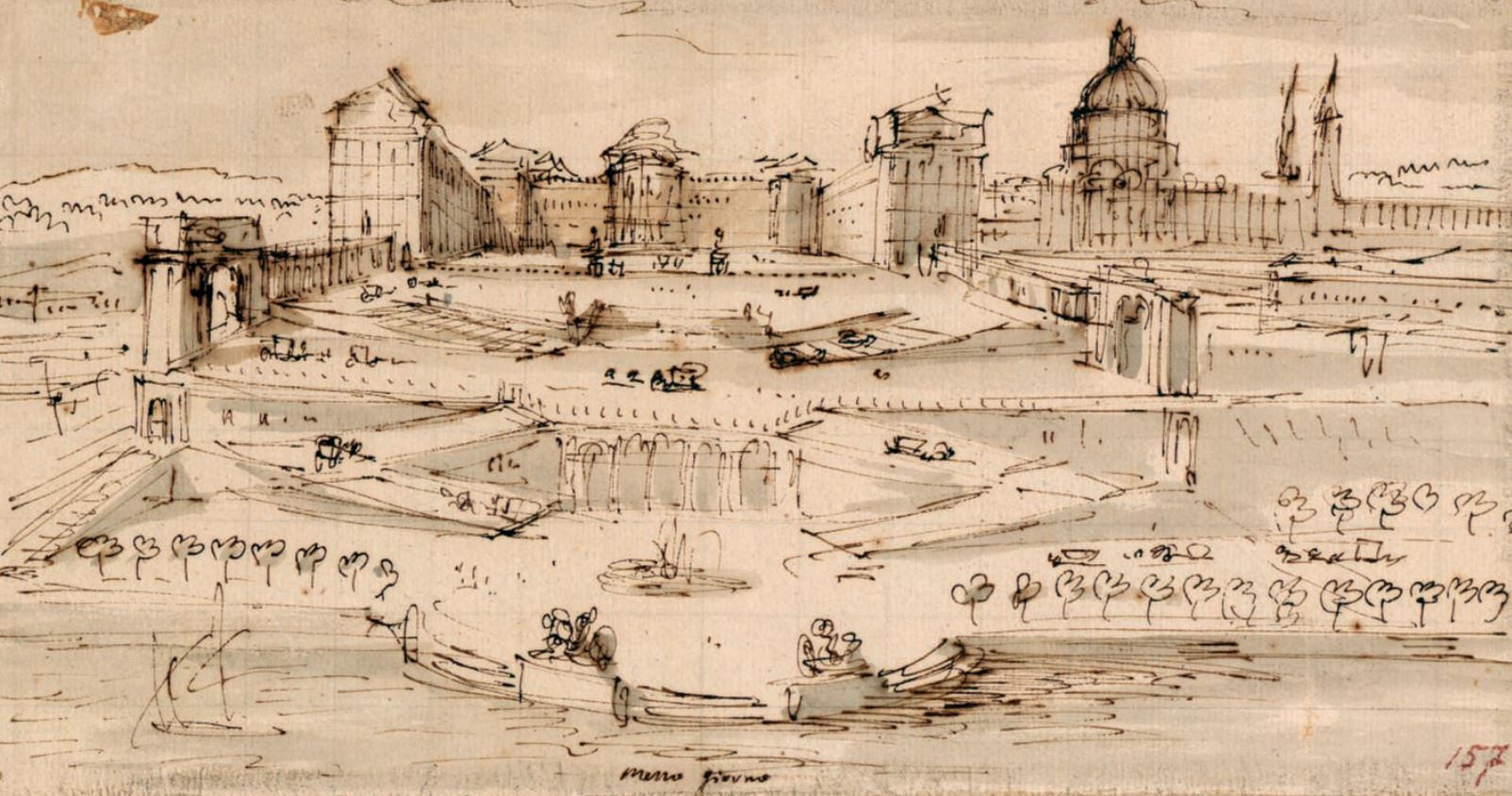
Esboço do palácio real planeado por Filippo Juvarra para D. João V.

O Projeto para o Palácio Real e a Sé Patriarcal de Lisboa da autoria do arquiteto italiano Filippo Juvarra foi um projeto para um complexo monumental junto ao Rio Tejo, cujo objetivo era de albergar um palácio real para o Rei João V de Portugal, bem como uma Catedral para o recém criado Patriarcado de Lisboa.

## História
No início do reinado de João V haviam deliberações para a construção de um grandioso palácio real e de uma Sé Patriarcal dedicada a Santa Maria de Portugal. O projeto não só tinha como objetivo criar um símbolo do poder imperial do rei magnânimo, mas também celebrar a atribuição do título de Patriarca ao Arcebispo de Lisboa, Tomás de Almeida pela bula papal «In supremo apostolatus solio» pelo Papa Clemente XI a 7 de dezembro de 1716. O local da construção seria ou um local junto à zona ribeirinha a oeste do Terreiro do Paço chamada "Buenos Aires", ou o próprio Terreiro do Paço. Os estudos iniciais foram realizados pelo arquiteto italiano Filippo Juvarra, que chegara a Lisboa em janeiro de 1719 e que trabalhou no projeto até julho daquele ano. Durante a sua estadia, ele também realizou projetos para a criação de um farol monumental na foz do Rio Tejo.
No entanto, a escolha do arquiteto (que seria em "Buenos Aires") e o tamanho e estilo arquitetónico do edifício planeado, inspirado pela Basílica de São Pedro no Vaticano, fizeram com que o Secretário de Estado do Rei, Diogo de Mendonça Corte-Real, classificasse o projeto como megalómano. Por esta razão, D. João V decidiu antes investir numa grande reconstrução estrutural do Paço da Ribeira no Terreiro do Paço, que acabou por não sobreviver ao Terramoto de 1755.